# Pola de Lena
Pola de Lena (oficialmente en asturiano: La Pola) es la parroquia más grande del concejo de Lena en el Principado de Asturias, en España, y una villa de dicha parroquia. La villa es la capital del concejo de Lena. Según el INE en 2017 cuenta con una población de 8.682 habitantes, por lo que es la duodécima población de Asturias y la segunda de la cuenca del Caudal tras Mieres del Camino.
La villa fue fundada en 1266 por Alfonso X de Castilla, como lugar de paso entre Oviedo y León, y en la actualidad posee, gracias a sus buenas comunicaciones con otros núcleos de población asturianos, un claro carácter de ciudad residencial.

## Toponimia
El nombre de la villa y de la parroquia, como el de las otras polas asturianas, se le ha atribuido una procedencia latina desde la palabra popula, analógica sobre populus ('pueblo'), con esa evolución rara (pobla > pola), tal vez por ir en posición antepuesta, proclítica (Pola de Lena, Pola del Pino, Pola de Somiedo...), en explicación de Ramón Menéndez Pidal. Si bien estudios posteriores han puesto en entredicho este origen, relacionándolo con la palabra chopo, y con origen similar al topónimo Valdepola.

## Geografía
Limita al norte con los concejos de Riosa y Mieres, al este con el concejo de Aller, al oeste con el concejo de Quirós y al sur con los concejos de Babia, Luna y Los Argüellos todos de la provincia de León. Tiene una extensión de 31,04 km².

### Naturaleza
Pola de Lena es punto de partida de varias rutas posibles en la dirección de casi todos los puntos cardinales:
Por ejemplo, subiendo por los altos del hayedo del Mofusu, hacia la zona de Pajares o del  río Huerna siguiendo el cauce de los ríos Lena. Pajares o Huerna.
Hacia las praderas del macizo de Brañavalera, en dirección a Las Ubiñas, siguiendo el río Naredo.
A través de la capilla la Flor y Tablao, por el antiguo Camino Real hacia las tierras de Quirós por el Alto la Cobertoria, siguiendo el río Naredo y la reguera Teyera.
Hacia el Alto del Cordal por el valle de Muñón, arroyo Brañalamosa...; o hacia los altos de la Peña Chago, por La Almoría, Pozos...; o por el cordal de Piedracea, Armá... hacia las cimas del Aramo.
Y en la vertiente Este del valle, en la ladera contraria, por El Valle, por el Dolmen de Espines, por la Llana del Monte; o las cimas de Carracedo y altos divisorios con el concejo de Aller... (vía romana de La Carisa) (reguera San Feliz), hacia el pico Ranero.

### Transporte
La localidad se encuentra muy bien comunicada tanto por carretera dónde cuenta con dos accesos a la autovía Ruta de la Plata que une Gijón con Sevilla y que bordea y limita la ciudad por el este, como por ferrocarril, contando con la estación de Pola de Lena que forma parte de la red de cercanías de Asturias. En mayo de 2023, tras la finalización de la variante de Pajares, esta previsto que llegue la red de AVE hasta Pola de Lena, donde se hará el cambio a la red tradicional para unir Asturias con la meseta.
El aeropuerto más cercano es el aeropuerto de Asturias, situado en Castrillón y que se encuentra a unos 45 minutos de la localidad.

## Historia
La villa fue fundada en 1266 por Alfonso X el Sabio como una de las pueblas privilegiadas, como lugar de paso entre Oviedo y León. En el siglo XIX la población comienza a crecer gracias a la explotación de hulla, consolidándose en el siglo XX.

## Demografía
La parroquia tiene una población de 8.682 habitantes según el INE en 2013.

### Poblaciones
La parroquia de Pola de Lena, según el nomenclátor de 2009, está integrada por:
- Armada (oficialmente, en asturiano, Armá)[1] (aldea): 21 habitantes;
- Ayán (casería): deshabitada;
- La Barraca (barrio): 43 habitantes;
- Los Campos (casería): 17 habitantes;
- Casa Nueva (La Casanueva)[1] (casería): deshabitada;
- Castañera (casería): 6 habitantes;
- Corraón (El Corraón) (casería): 9 habitantes;
- Les Figares (Les Figares, casería): 2 habitantes;
- La Miera (casería): 10 habitantes;
- Palaciós (lugar): 98 habitantes;
- Piedraceda (Piedracea)[1] (lugar): 59 habitantes;
- Pola de Lena (La Pola)[1] (villa): 8 680 habitantes;
- Ribó (casería): deshabitada;
- San Feliz (lugar): 34 habitantes;
- Tablado (Tablao)[1] (aldea): 12 habitantes;
- El Valle (El Vache)[1] (aldea): 35 habitantes.

Otros pequeños lugares: El Bayo, Braña Chamosa, La Casa Nueva, Cuamoros, Morúes, Mara muniz, Naveo, Ribó, Tablao, Torneros.

### Barrios
Tradicionalmente se distinguen varias zonas dentro de la población y aledaños:
Robleo, El Masgaín, La Caleya, La Fuente l'Ablanu, El Molín de la Sala, La Estación, La Plaza, La Rambla, El Llerón, La Crespa, Les Colomines, Ḷḷencia, el Entronque y La Barraca.

## Cultura

### Patrimonio

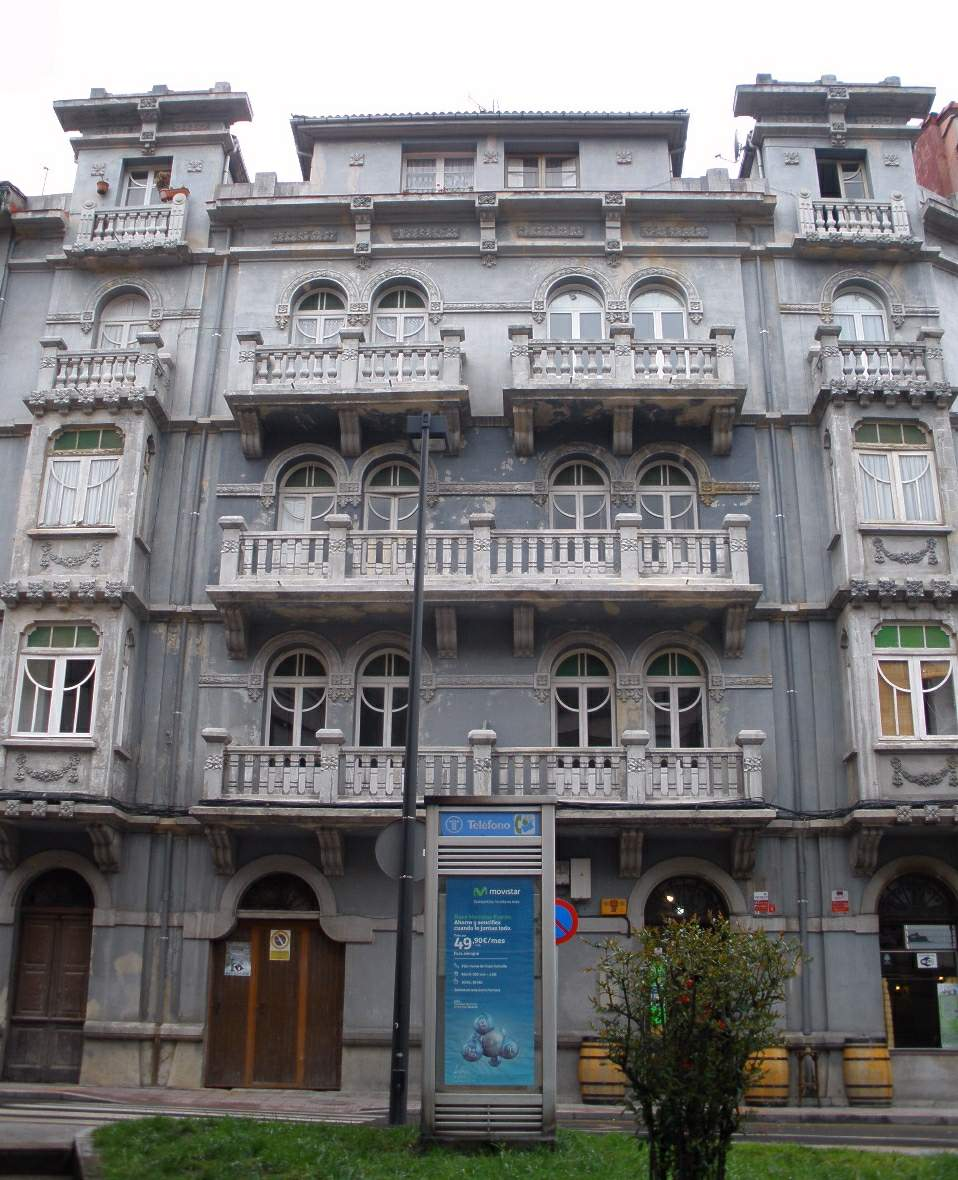
Edificio modernista

- Casa natal de Vital Aza es una vivienda urbana de trazas populares emplazada en el centro de la villa. Datable en el siglo XVIII, destaca por su valor simbólico, ya que en ella nació a mediados del siglo XIX el poeta y dramaturgo Vital Aza. Desde 2006 está declarada Bien de interés cultural en Asturias.
- Iglesia de San Martín templo parroquial junto a la plaza de Alfonso X.
- Casa Consistorial construida en 1945 en estilo regionalista por Enrique Rodríguez Bustelo, inspirado en el Pabellón de Asturias para la exposición Ibero-Americana de Sevilla de 1929.
- Casa Benavides casa modernista con jardín francés.
- Villa Adelina, casona de estilo indiano con jardín
- Barrio de La Caleya, zona que conserva cierto carácter rural, con casas de factura tradicional y un hórreo.
- Estación de ferrocarril, del siglo XIX

### Fiestas y ferias
Las principales fiestas y ferias que se celebran en las distintas poblaciones de la parroquia son:
- La Flor: lunes siguiente al lunes de Pascua;
- L'Antroxu: martes de Carnaval;
- Les Feries: semana del 12 de octubre, en la festividad del Pilar, son las fiestas de Nuestra Señora del Rosario (fiesta'l Rosariu), en Pola de Lena. El patrón parroquial, de origen francés, es San Martín de Tours. La festividad se cambió de fecha a raíz de ciertos conflictos con los ejércitos ocupantes, tras la guerra de Independencia.

Celebra mercado semanal, delante de la Iglesia Parroquial, (Plaza de Alfonso X, el Sabio) todos los sábados.
Pola de Lena cuenta además con dos centro cultural, el teatro Vital Aza y la Casa de Cultura.

## Personas destacadas
- Vital Aza (1851-1912), escritor, comediógrafo y humorista español.
- Vicente Madera Peña (1896-1983), minero, sindicalista y político. Líder del Sindicato Católico de Obreros Mineros y procurador en Cortes (1943-1946).
- José Manuel Castañón (1920-2001), escritor que desarrolló su obra durante el siglo XX.